# ظهرة ضبر (القفر)

تعديل مصدري - تعديل

ظهرة ضبر محلة تابعة لقرية المسمر، التابعة لعزلة بني ساوي بمديرية القفر إحدى مديريات محافظة إب في الجمهورية اليمنية، بلغ تعداد سكانها 77 حسب تعداد اليمن لعام 2004.